# Guniak murawowy
Guniak murawowy (Amphimallon atrum) – gatunek chrząszcza z rodziny poświętnikowatych i podrodziny chrabąszczowatych. Zamieszkuje zachodnią Europę.

## Taksonomia
Gatunek ten opisany został po raz pierwszy w 1790 roku przez Johanna Friedricha Wilhelma Herbsta pod nazwą Melolontha atrum. 

## Morfologia
Chrząszcz o owalnym, słabo ku tyłowi rozszerzonym w zarysie ciele długości od 12 do 15 mm. Ubarwienie samca jest brunatnoczarne do czarnego, samicy zaś jasnobrązowe do czerwonawobrunatnego, czasem z jaśniejszymi pokrywami. Na powierzchni głowy występują: silnie, nierównomierne punktowanie, poprzeczna listewka na czole oraz owłosienie. Czułki buduje dziewięć członów. Przedplecze porośnięte jest jednorodnymi, długimi, odstającymi, zwróconymi ku tyłowi włosami jasnej barwy, u samca nieco dłuższymi niż u samicy. Wełniste owłosienie wyrasta na tarczce. Pokrywy są łyse z wyjątkiem długich szczecinek na krawędziach, punktowane i lekko pomarszczone. Na matowym pygidium występują rozproszone, krótkie, przylegające włoski. Jasnego koloru owłosienie porasta spód ciała. Przednia para odnóży ma golenie z ostrogą wierzchołkową położoną na poziomie wierzchołka drugiego z trzech obecnych na nich zębów.

## Ekologia i występowanie
Owad ciepłolubny, zasiedlający otwarte tereny trawiaste, najchętniej murawy o wapiennym podłożu. Aktywne osobniki dorosłe spotyka się od czerwca do lipca lub sierpnia. Latają przed południem. Żerują na liściach i kwiatach. Pędraki rozwijają się w glebie, żerując na korzeniach.
Gatunek palearktyczny, europejski, znany z Portugalii, Hiszpanii, Francji, Belgii, Luksemburga, Niemiec, Szwajcarii, Austrii i Włoch.